# Anaconura pallifrons
Anaconura pallifrons är en insektsart som beskrevs av Géza Horváth 1897. Anaconura pallifrons ingår i släktet Anaconura och familjen dvärgstritar. Inga underarter finns listade i Catalogue of Life.